# Eublemma acrochiona
Eublemma acrochiona là một loài bướm đêm trong họ Erebidae.